# Логачёвка (Оренбургская область)
Логачёвка — село в Тоцком районе Оренбургской области России. Входит в состав Суворовского сельсовета.

## География
Село находится в западной части Оренбургской области, в пределах юго-восточной части Восточно-Европейской равнины, в степной зоне, на берегах реки Большая Погромка, на расстоянии примерно 30 километров (по прямой) к юго-западу от села Тоцкого. Абсолютная высота — 115 метров над уровнем моря.
Климат
Климат характеризуется как резко континентальный с продолжительной морозной зимой и относительно коротким жарким сухим летом. Среднегодовая температура составляет 3 °C. Средняя температура воздуха самого тёплого месяца (июля) — 26,9 °C (абсолютный максимум — 42 °C); самого холодного (января) — −13,3 °C (абсолютный минимум — −43 °C). Среднегодовое количество атмосферных осадков не превышает 350—400 мм.
Часовой пояс
Село Логачёвка, как и вся Оренбургская область, находится в часовой зоне МСК+2. Смещение применяемого времени относительно UTC составляет +5:00.

## Палеонтология
В отложениях раннего триасового периода (нижнеоленёкский подъярус) села Логачёвка обнаружены окаменелости темноспондильных амфибий Wetlugasaurus и Angusaurus.

## Население
| 2010 | 2012 | 2013 |
| ---- | ---- | ---- |
| 303  | ↘285 | ↘269 |

Гендерный состав
По данным Всероссийской переписи населения 2010 года в гендерной структуре населения мужчины составляли 48,5 %, женщины — соответственно 51,5 %.
Национальный состав
Согласно результатам переписи 2002 года, в национальной структуре населения русские составляли 92 % из 458 чел.